# Синсю-мару
Десантный штурмовой транспорт «Синсю Мару» (яп. 神州丸) — первый японский специальный корабль для высадки десанта. Классифицировался как плавучая база десантных средств и предназначался для высадки десанта на необорудованное побережье с помощью десантных катеров и гидросамолётов.

## История

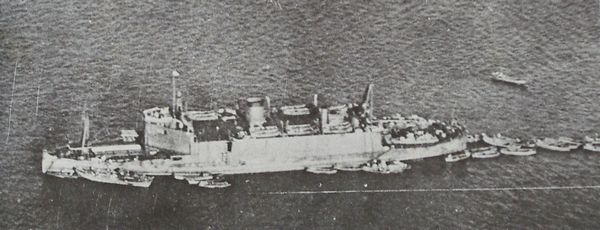
Синсю Мару 12 октября 1938 года в бухте Биас

В поездке по китайскому побережью в 1937 году британский адмирал Маунд стал свидетелем интересной картины. В то время была война Японии с Китаем, и в одной из бухт собрался японский десантный флот. Свыше четырёхсот катеров и барж собирались вокруг «Синсю Мару» — первого в мире десантного штурмового транспорта, предназначенного для перевозки и быстрой выгрузки десантников и боевой техники. Британский адмирал был озадачен: во флоте Британии строительство таких кораблей тогда не планировали. До начала войны на Тихом океане было ещё больше четырёх лет, но ему стало ясно, что японцы готовятся к захватам с моря.

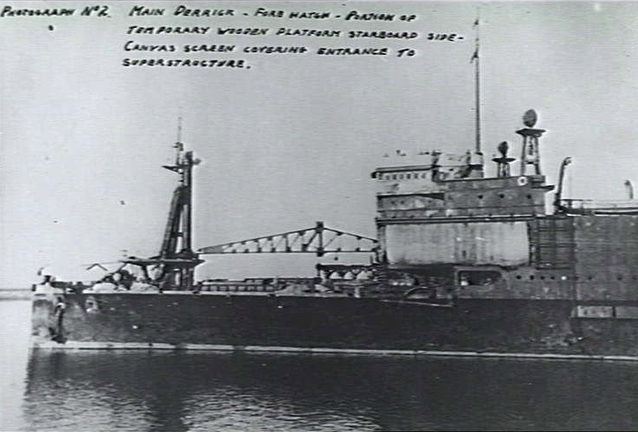
Синсю Мару около 1940 года

Действительно, японцы ещё в середине 1920-х годов разработали руководство по высадке морских десантов и ежегодно с 1918 года обучали войска. Но реальные успехи в этом деле незначительны. Хотя все операции конца 1941 — начала 1942 года завершились удачно, причина тому не в совершенстве десантных средств, а в господстве Страны восходящего солнца в воздухе и на море. Продемонстрированная Маунду флотилия была в основном из переоборудованных обычных барж, которые настолько маломореходны, что в крупных операциях японцы часто по-прежнему полагались на обычные транспорты и шлюпки. Там, где десанту оказывали хотя бы незначительное сопротивление, были серьезные проблемы. Так, береговые батареи американцев отбили первую атаку на остров Уэйк, и потери японцев были значительны. Чуть не сорвался и морской десант японцев в Кота-Бару.

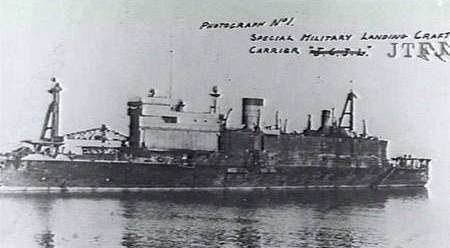
Синсю Мару. 1937 год

Императорская японская армия интенсивно готовясь к войне за «Великую Азию», ещё в 1934 году заказала очень совершенный десантный штурмовой транспорт Синсю Мару, спроектированный для армии фирмой «Харима». «Изюминка» корабля была в том, что 20 десантных катеров помещали на тележках на рельсах в огромном помещении на ближайшей к воде палубе. В задней части этого ангара были большие ворота. Для высадки десантные катера подтаскивали специальными лебедками к воротам и сталкивали в воду. Тем самым удалось избежать рискованного спуска с высоты на раскачивающихся талях.

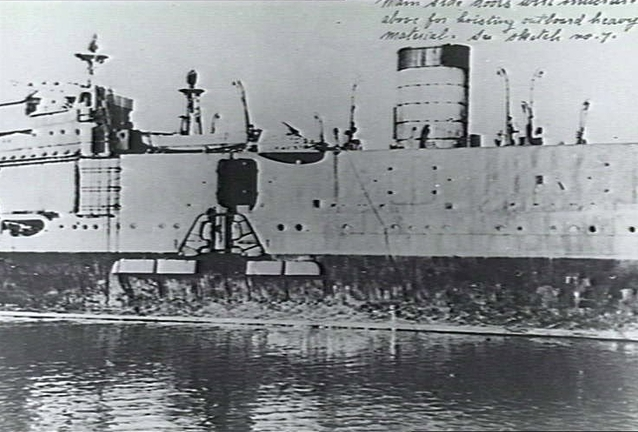
Средина Синсю Мару. 1940 год

Столь совершенного и универсального десантного корабля не было ни у одного флота мира. Но шесть лет, до начала «большой войны» на Тихом океане, Синсю-Мару оставался единственным. Он принял участие в морском десанте на Филиппины, затем в десантах в голландской Ост-Индии, эта десантная операция и стала последней для него. Во время высадки десанта на остров Яву Синсю-мару среди других транспортов стал свидетелем боя корабельного соединения прикрытия десанта с отрядом крейсеров союзников. Японские тяжелые крейсера выпустили по союзникам с большого расстояния около ста мощных дальнобойных торпед. Одна из них сыграла с японцами злую шутку. Пройдя около 30 км, она случайно попала в Синсю-мару, и тот немедленно утонул. Через год Синсю мару поднят, отремонтирован и введён в строй, но время активных действий на просторах Тихого океана для японцев уже закончилось.

## Устройство

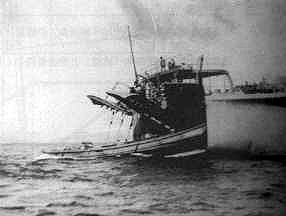
Спуск катера с Синсю Мару. 1935

Проект корабля разработан для японской армии, и корабль строился на средства её бюджета.
Самолетный ангар располагался внутри большой надстройки, для запуска две катапульты гидросамолётов по бортам перед мостиком. В корме был ангар-док для десантных катеров. Погрузку десанта и техники на десантные катера производили у борта кранами и кран-балками.
Синсю Мару был неостойчив, после введения корабля в строй для исправления этого в корпусе уложили балласт.

## Характеристики
Судостроительный завод Харима, заложен в 1934 году, спущен на воду в 1935 году, вошел в строй в 1935 году, погиб 5 января 1945 года;
Водоизмещение — 9000 т нормальное и 11 800 т полное;
Размеры — длина 150 м по ватерлинии (156 м максимальная), ширина 22 м, осадка 8,2 м.
Двигатели — 2 паровых турбины по 4000 л. с.;
Скорость — 19 узлов.
Вооружение — 5—8 армейских 75-мм зенитных пушек тип 88
и 4 20-мм зенитные пушки тип 98.
Авиационное вооружение — 2 катапульты и 20 гидросамолётов.
Десантные катера — 29 типа «Дайхацу»;
Десант — до 2200 десантников.